# ОШ „Вук Караџић” Сурчин
Основна школа Вук Караџић Сурчин је осморазредна школа у градској општини Сурчин у граду Београду.

## Историја
Главни извршни одбор Аутономне покрајине Војводине је 22. августа 1950. године да се у Сурчину отвори осмогодишња школа са српским наставним језиком. Школа је почела рад 10. септембра 1950.године.  Савет за просвету општине Сурчин је донео 10. октобра 1958. године одлуку да се школа назове Вук Караџић. Те школске године школа је имала 17 одељења са 612 ученика. 1973. је саграђена нова школска зграда, која има 18 учионица, 4 кабинета, библиотеку, свечану салу, фискултурну салу, спортске терене и друге пратеће објекте за извођење наставе.

## Директори
Први директор је био Лазар Јовановић (1950-1952), затим 

- Димитрије Николић (1953-1975)
- Лазар Марковић (1975-1977)
- Душан Корица(1977-1978)
- Михаило Ћосо (1978-2001)
- в.д.Слободан Колешан (2001-2002)
- Драгојле Секулић (2002-2023)
- Катарина Диклић (2023-данас)